# Fukuhei Takabeya

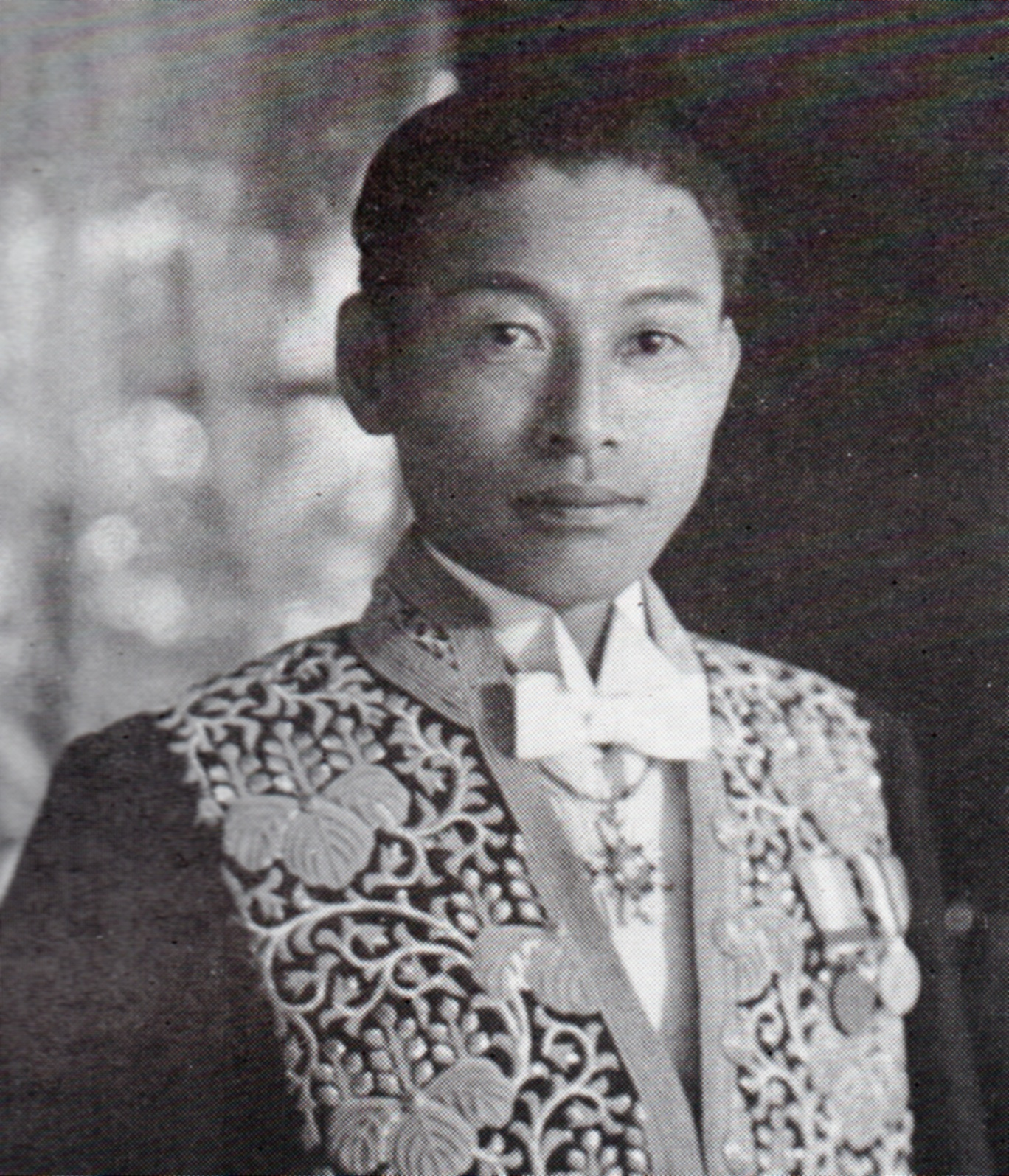
Fukuhei Takabeya (1939)

Fukuhei Takabeya  (* 9. September 1893 in Okazaki; † 24. April 1975 in Kamakura) war ein japanischer Bauingenieur.

## Leben
Takabeya ging in Nagoya zur Schule und studierte von 1916 bis 1919 an der Universität Kyūshū, wo er anschließend bis 1921 Dozent und danach bis 1925 Assistenzprofessor war. 1922 wurde er promoviert (mit einer Dissertation über einen an beiden Enden eingespannten Balken unter besonderer Berücksichtigung der Axiallast). 1925 wurde er Professor an der Universität Hokkaidō in Sapporo. Ab 1947 war er Professor an der Universität Kyushu und von 1954 bis 1966 unterrichtete er an der japanischen Verteidigungsakademie. Danach lehrte er bis 1972 an der Universität Tokai.
Er entwickelte das Cross-Verfahren und Kani-Verfahren weiter zu einer effizienten Methode der Berechnung hochgradig statisch unbestimmter Systeme wie Hochhäuser.

## Schriften
- Zur Berechnung des beiderseits eingemauerten Trägers unter besonderer Berücksichtigung der Längskraft.Springer-Verlag, Berlin 1924
- Rahmentafeln. Springer, Berlin 1930
- Zur Berechnung der Spannungen in ebenen eingespannten Flachblechen. In: 3rd International Congress of Theoretical and Applied Mechanics, vol. II, 1930, S. 71–73.
- Multi-story Frames. Ernst & Sohn, Berlin  1965
- Mehrstöckige Rahmen. Ernst & Sohn, Berlin  1967

| Personendaten    | Personendaten            |
| ---------------- | ------------------------ |
| NAME             | Takabeya, Fukuhei        |
| KURZBESCHREIBUNG | japanischer Bauingenieur |
| GEBURTSDATUM     | 9. September 1893        |
| GEBURTSORT       | Okazaki                  |
| STERBEDATUM      | 24. April 1975           |
| STERBEORT        | Kamakura                 |